# جوين توماس (شاعر)
جوين توماس (بالإنجليزية: Gwyn Thomas)‏ هو شاعر بريطاني، ولد في 2 سبتمبر 1936 في ويلز في المملكة المتحدة، وتوفي في 13 أبريل 2016.